# 唐奉镇
唐奉镇，是中华人民共和国河北省衡水市深州市下辖的一个乡镇级行政单位。

## 行政区划
唐奉镇下辖以下地区：
唐奉村、里边营村、冯家营村、七弓张村、寇辛庄村、沙洼村、王村、南河柳村、北河柳村、东蒲疃村、西蒲疃村、段家左村、刁马庄村、黄疃村、赵禅院村、尤禅院村、小马庄村、张官屯村、刘官屯村、西大疃村、北大疃村、南大疃村、赵八庄村、陈官屯村、丁官屯村、新兴庄村、程官屯村、柴官屯村、宋营村和唐奉丝网工业区社区。